# Colonia Chacalco
Colonia Chacalco är en ort i kommunen Otumba i delstaten Mexiko i Mexiko. Samhället hade 149 invånare vid folkräkningen år 2020.